# Сельскохозяйственные культуры

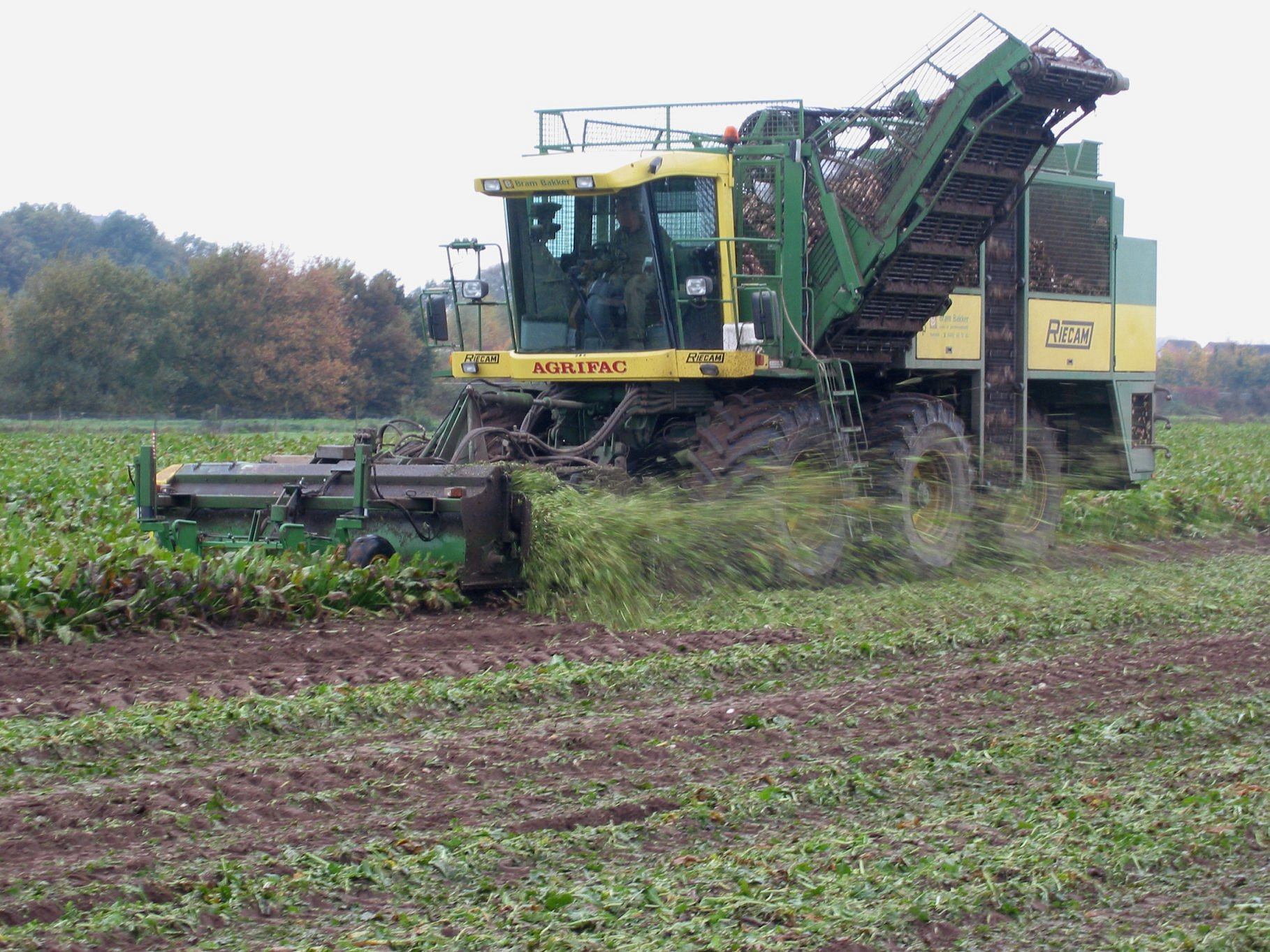
Сбор сахарной свёклы комбайном

Сельскохозяйственные культуры — культурные растения, возделываемые с целью получения продуктов питания, технического сырья и корма для скота.
Согласно статье 1 Федерального закона «О семеноводстве», к сельскохозяйственным культурам относятся зерновые, зернобобовые, кормовые, масличные, эфиромасличные, технические, овощные, лекарственные, цветочные, плодовые, ягодные растения, картофель, сахарная свёкла, виноград, используемые в сельскохозяйственном производстве.

## Факторы, влияющие на продуктивность сельскохозяйственных культур
Основными факторами, влияющими на продуктивность сельскохозяйственных культур, являются:
- естественные (природные) условия (температура воздуха, солнечная радиация), влиять на которые человек не может, но которые учитываются при выборе сроков сева, густоты стояния растений, направления рядков и т. д.
- факторы, зависящие от производственной деятельности человека: наличие влаги в почве; обеспеченность растений элементами питания; сорт; качество семян; защита посевов от вредителей, болезней и сорняков; регулирование роста; уборка урожая.

## Селекция сельскохозяйственных культур
Внедрение новых сортов с высоким продуктивным потенциалом увеличивает продуктивность сельскохозяйственных культур. В России рост урожайности зерновых культур произошёл после внедрения в производство сорта пшеницы «Безостая» и её разновидностей. Были выведены сорта твёрдой пшеницы, такие как «Парус» и «Коралл» (сорта озимой пшеницы, дающие 90 центнеров с гектара), «Саратовская 46» и «Жигулёвская» (сорта яровой пшеницы, дающие 50-60 центнеров с гектара). Были созданы гибриды кукурузы, устойчивые к полеганию, засухе и отличающиеся большей семенной продуктивностью («Код 215», «Коллективный 100 ТВ» и др.).

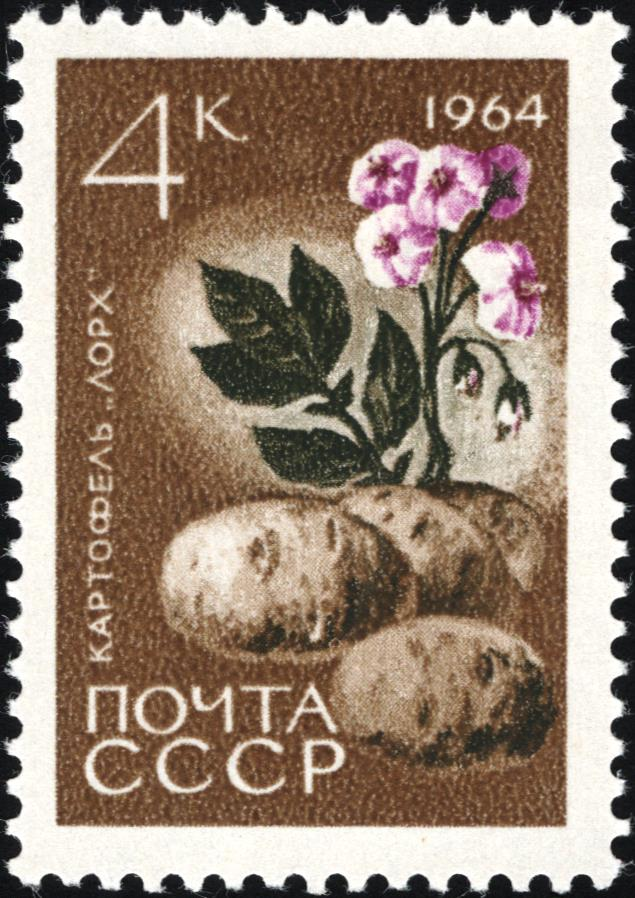
Сорт картофеля «Лорх»
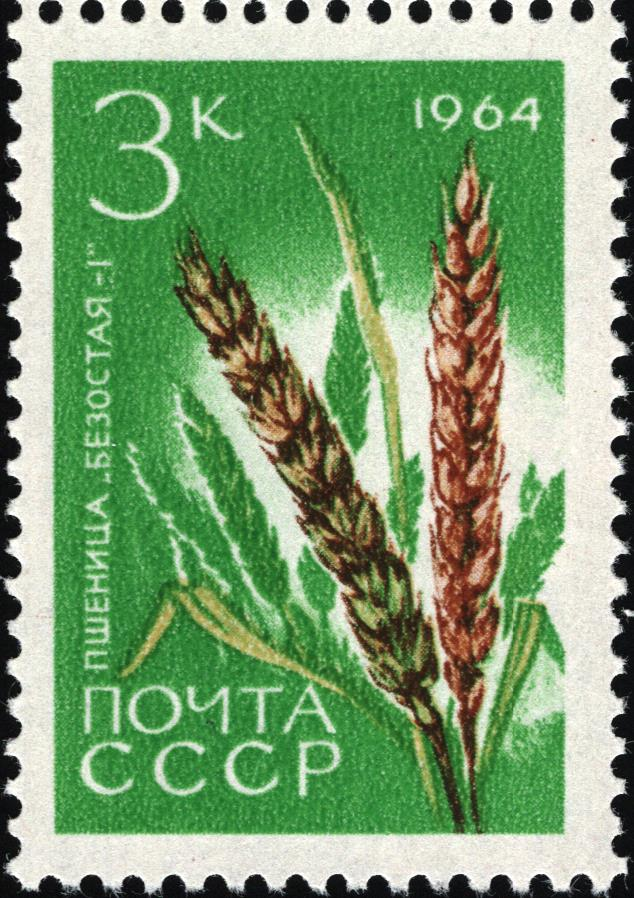
Сорт пшеницы «Безостая 1»
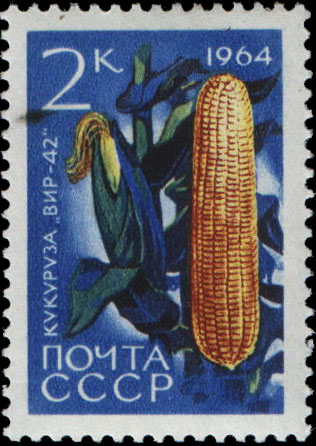
Сорт кукурузы «Вир 42»

## Валовой сбор сельскохозяйственных культур
Валовым сбором сельскохозяйственных культур называется объём фактически собранной сельскохозяйственной продукции. Учёт продукции ведётся по отдельным культурам либо по некоторым группам культур со всей площади посева. Данный показатель исчисляется с 1954 года. Объём валового сбора сельскохозяйственных культур исчисляется в тысячах тонн или центнеров.
| Сельскохозяйственная культура  | 2004 год  | 2005 год  | 2006 год  | 2007 год  | 2008 год    |
| ------------------------------ | --------- | --------- | --------- | --------- | ----------- |
| Зерно (в весе после доработки) | 780 918,1 | 781 867   | 786 245,7 | 817 964,7 | 1 081 790,3 |
| Сахарная свекла (фабричная)    | 218 483,2 | 214 201,1 | 308 612,3 | 289 613,2 | 289 952,8   |
| Семена подсолнечника           | 48 007,1  | 64 409,1  | 67 528,3  | 56 565    | 73 502,4    |
| Картофель                      | 359 142,4 | 372 798,2 | 385 726,4 | 367 842   | 288 463,6   |
| Овощи                          | 145 838,1 | 151 568,5 | 156 377,2 | 155 105,3 | 129 603,7   |

| Сельскохозяйственная культура  | 2004 год | 2005 год | 2006 год | 2007 год | 2008 год |
| ------------------------------ | -------- | -------- | -------- | -------- | -------- |
| Зерно (в весе после доработки) | 12 374,2 | 13 781,4 | 16 511,5 | 20 137,8 | 15 578,2 |
| Сахарная свекла (фабричная)    | 397,9    | 310,8    | 339      | 309,4    | 103,2    |
| Семена подсолнечника           | 265,5    | 267,4    | 268      | 205,8    | 185,8    |
| Картофель                      | 2260,7   | 2520,8   | 2361,6   | 2414,8   | 2354,4   |
| Овощи                          | 2059,3   | 2168,8   | 2059,2   | 2196,4   | 2280     |